# Ляды (посёлок, Драчковский сельсовет)
Ляды — посёлок в Смолевичском районе Минской области Белоруссии. Входит в состав Драчковского сельсовета. Расположен в 37 км на юг от города Смолевичи, в 43 км от Минска, около р. Вожа.

## История

### В составеРоссийской Империи
Согласно переписи 1897 года – имение в Смиловичской волости Игуменского уезда Минской губернии, 1 двор, 72 жителя. Работала паровая мельница.
В 1909 году – 1 двор, 89 жителей.

### После 1917
После Октябрьской революции на месте имения возник поселок.
С 20 августа 1924 – в Драчковском сельсовете.
Согласно переписи 1926 года в поселке  был 31 двор, 142 жителя. 
В 1930-е жители вошли в состав колхоза «Новая жизнь», который в 1932 году объединял 6 хозяйств.
В начале 1930-х действовал винокуренный завод.
С конца июня 1941 по начало июля 1944 был оккупирован.
Согласно переписи 1959 года – поселок, 157 жителей.
С 25.12.1962 – в Минском районе, с 6.1.1965 – в Смолевичском районе.

### В настоящее время
В 1988 году было 36 хозяйств, 90 жителей, в совхозе «Загорье».
В 1996 году было 34 хозяйства, 69 жителей.
В 2013 году было 18 хозяйств, 23 жителя.
Родина зоолога и путешественника К. М. Ельского.